# 風馬翔
風馬 翔（ふうま かける、2月28日 - ）は元宝塚歌劇団・宙組男役。
身長172cm。京都府出身。愛称は「ふー」「かける」「あんな」。

## 来歴
2006年4月、宝塚音楽学校入学、94期生。同期には珠城りょう、麻央侑希、仙名彩世、華雅りりか、早乙女わかばらがいる。
2008年3月、宝塚歌劇団入団。入団時の成績は9番。月組公演「ME AND MY GIRL」で初舞台。その後宙組に配属。
2018年12月、「白鷺の城／異人たちのルネサンス」東京公演千秋楽をもって宝塚歌劇団を退団。
退団後は、沖縄でエイサーの演舞やアルゼンチンでタンゴの修業などを行う。2020年12月、タカラヅカ・ライブ・ネクストと登録アーティストとしてマネジメント契約を締結、舞台を中心にダンサー・ダンス講師・振付師・振付助手として活動している。

## 宝塚歌劇団時代の主な舞台出演
- 2008年9月、『Paradise Prince／ダンシング・フォー・ユー』新人公演：ジョージ（本役：天玲美音）
- 2009年8月、『大江山花伝 -燃えつきてこそ-／Apasionado!!II』（博多座）広次、九呂
- 2009年11月、『カサブランカ』新人公演：ジャン（本役：珠洲春希）
- 2010年5月、『TRAFALGAR －ネルソン、その愛と奇跡－／ファンキー・サンシャイン』新人公演：リュシアン・ボナパルト（本役：春風弥里）
- 2010年9月、蘭寿とむコンサート『"R"ing!!』（バウ・東京特別）
- 2010年11月、『誰がために鐘は鳴る』新人公演：ラファエル（本役：悠未ひろ）
- 2011年5月、『美しき生涯 -石田三成 永遠の愛と義-／ルナロッサ －夜に惑う旅人－』新人公演：加藤清正（本役：悠未ひろ）
- 2011年10月、『クラシコ・イタリアーノ -最高の男の仕立て方-／NICE GUY!! -その男、Yによる法則-』ルッカ、新人公演：アレッサンドロ・ファビーノ（本役：汝鳥伶）
- 2012年1月、『ロバート・キャパ 魂の記録』（バウ・東京特別）質屋の主人、ピーター・アダムス （2役）
- 2012年4月、『華やかなりし日々／クライマックス -Cry‐Max-』ケイン・マーフィー、新人公演：ロイ・ストーン、ハリソン・デイン（本役：凛城きら）
- 2012年8月、『銀河英雄伝説@TAKARAZUKA』オフレッサー、新人公演：ウォルフガング・ミッターマイヤー（本役：七海ひろき）
- 2013年1月、『銀河英雄伝説@TAKARAZUKA』（博多座）ビッテンフェルト
- 2013年3月、『モンテ・クリスト伯／Amour de 99!! -99年の愛-』新人公演：ベルツッチオ（本役：緒月遠麻）
- 2013年7月、『うたかたの恋／Amour de 99!! -99年の愛-』（全国ツアー）ゼップス
- 2013年9月、『風と共に去りぬ』青年、新人公演：エルシング夫人（本役：風羽玲亜）
- 2014年2月、『ロバート・キャパ 魂の記録／シトラスの風Ⅱ』（中日）フーク・ブロック
- 2014年5月、『ベルサイユのばら -オスカル編-』シャロン、新人公演：ブイエ将軍（本役：寿つかさ）
- 2014年8月、『ベルサイユのばら -フェルゼンとマリー・アントワネット編-』（全国ツアー）ブイエ将軍、公安員（2役）
- 2014年11月、『白夜の誓い -グスタフIII世、誇り高き王の戦い-／PHOENIX 宝塚!! -蘇る愛-』ベルジェンヌ、新人公演：クランツ（本役：寿つかさ）
- 2015年4月、『New Wave! -宙-』（バウ）
- 2015年6月、『王家に捧ぐ歌』エジプトの戦士（伝令2）
- 2015年10月、『メランコリック・ジゴロ -あぶない相続人-／シトラスの風Ⅲ』（全国ツアー）セラノ
- 2016年1月、『Shakespeare 〜空に満つるは、尽きせぬ言の葉〜／HOT EYES!!』ジェームズ・バーベッジ
- 2016年5月、『王家に捧ぐ歌』（博多座）エジプトの戦士（伝令1）
- 2016年7月、『エリザベート -愛と死の輪舞-』黒天使
- 2017年2月～4月、『王妃の館－Château de la Reine－／VIVA! FESTA!』
- 2017年6月、『A Motion（エース モーション）』（梅田芸術劇場・文京シビックホール）
- 2017年8月～11月、『神々の土地～ロマノフたちの黄昏～／クラシカル ビジュー』イワン
- 2018年1月、『WEST SIDE STORY』（東京国際フォーラム）ディーゼル
- 2018年3月-6月、『天は赤い河のほとり／シトラスの風－Sunrise－』タロス
- 2018年7月−8月、『WEST SIDE STORY』（梅田芸術劇場）ディーゼル
- 2018年10月～12月、『白鷺の城／異人たちのルネサンス』酒場の歌手 退団公演[2]

## 宝塚歌劇団退団後の主な活動

### 舞台
- 2021年9月、『アプローズ〜夢十夜〜』（日本青年館・バウホール）[5]
- 2023年5 - 6月、『2STEP』（日本青年館・ドラマシティ）[6]
- 2024年12月、『RUNWAY』（梅田芸術劇場・KAAT神奈川芸術劇場）[7]

### ライブ・コンサート
- 2022年4 - 5月、珠城りょう 1st CONCERT『CUORE』（ドラマシティ・東京国際フォーラム）[8]
- 2023年10月、朝夏まなと20th+1st Anniversary Concert『MANA-TRIP』（東京国際フォーラム）[9]
- 2023年11月、『PURE GOLD ～大地真央50周年記念コンサート～』（シアタークリエ）[10]
- 2024年5月、MANATO ASAKA CONCERT『MANA-TRIP』（東京建物 Brillia HALL）[11]

### 振付
- 七海ひろき「スタイリッシュ体操」第一[12]、第二[13]
- 『アプローズ〜夢十夜〜』[14]

### 関連書籍
- 早花まこ「すみれの花、また咲く頃」（2023年3月、新潮社）[15][16]